# Herberto III de Vermandois
Herberto III de Vermandois (953-993), fue un noble francés. Era hijo de Adalberto I de Vermandois, de quien heredó el título de conde de Vermandois, y su mujer Gerberga de Lorena.

## Biografía
Dos diplomas de la abadía de Montierender (968 y 980) atribuyen a Herberto III de Vermandois, entonces conde de Chateau-Thierry, Vitry y abad laico de la Abadía de Saint-Médard de Soissons, el título de "Conde de los Francos". Este título puede ser comparado con el de Duque de los Francos ostentado por los Robertinos que les convirtió en segundos del reino tras el rey. Llamarse "condes de los francos" supone ser los primeros de los condes del rey francés y terceros en el reino tras el rey y el duque de los francos.
Un diploma del rey Lotario le llama  "conde del palacio". Este título, similar al de Conde Palatino, lo  llevará junto a los condes de Blois y Champaña, herederos de los Herbertinos.
En 990 fundó, junto a  su mujer Hermengarda, el Capítulo de la Iglesia Colegial de San-Florent en Roye, bajo el título de San Jorge para 25 cánones. 

## Familia
Se casó con Hermengarda (946-después de 1035). Tuvieron:
- Adalberto II, Conde de Vermandois (ca. 980-1015)[3]
- Otto, Conde de Vermandois (ca. 1000-1045)[4]